# Campeonato Mundial de Carros de Turismo de 2007

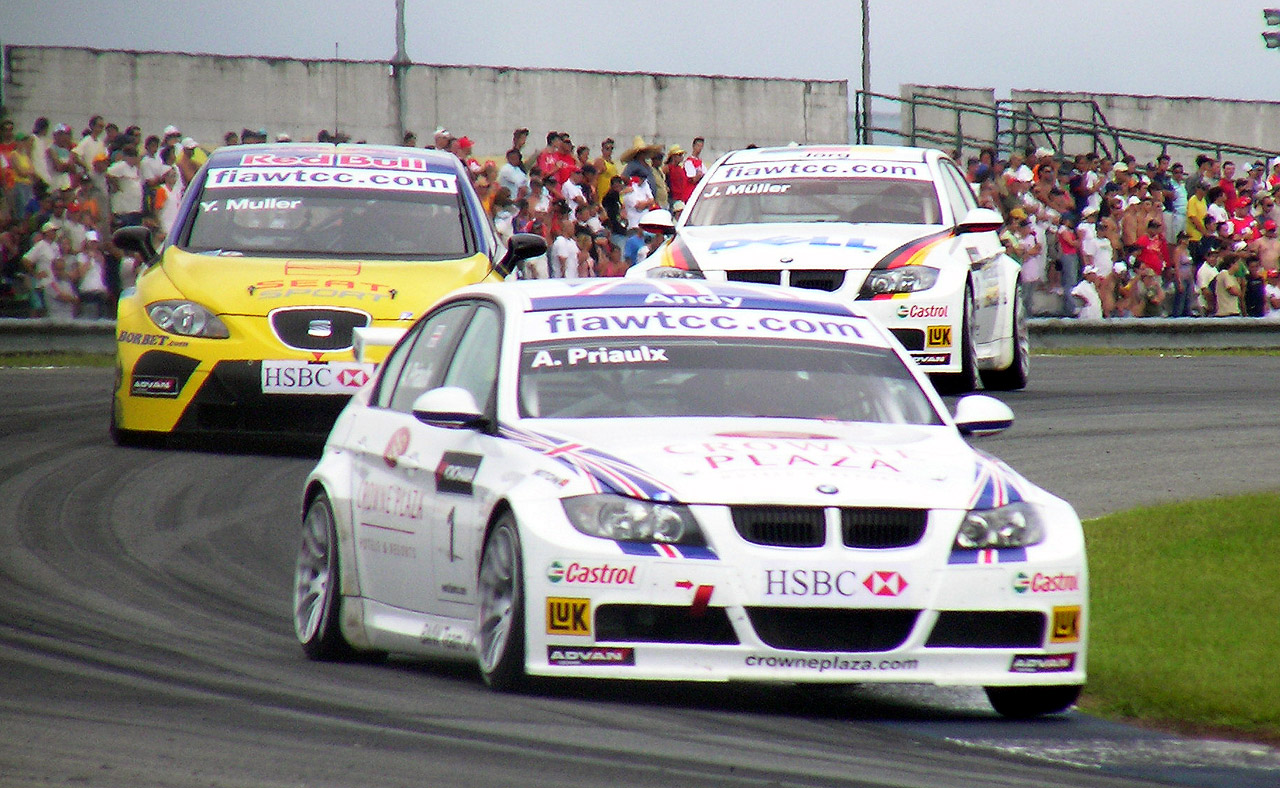
Foto de uma das corridas, em 2007 no WTCC.

A temporada de WTCC de 2007 foi a quarta realizada pela FIA. 
O campeão foi Andy Priaulx.

## Pilotos e Equipas
| Nº | Piloto                | Equipa                      | Carro                       |
| -- | --------------------- | --------------------------- | --------------------------- |
| 1  | Andy Priaulx          | BMW Team UK                 | BMW 320Si                   |
| 2  | Jörg Müller           | BMW Team Germany            | BMW 320Si                   |
| 3  | Augusto Farfus        | BMW Team Germany            | BMW 320Si                   |
| 4  | Alessandro Zanardi    | BMW Team Italy-Spain        | BMW 320Si                   |
| 5  | Félix Porteiro        | BMW Team Italy-Spain        | BMW 320Si                   |
| 6  | Robert Huff           | Chevrolet                   | Chevrolet Lacetti           |
| 7  | Nicola Larini         | Chevrolet                   | Chevrolet Lacetti           |
| 8  | Alain Menu            | Chevrolet                   | Chevrolet Lacetti           |
| 9  | Jordi Gené            | SEAT Sport                  | SEAT León/SEAT León TDI     |
| 10 | Michel Jourdain       | SEAT Sport                  | SEAT León                   |
| 11 | Gabriele Tarquini     | SEAT Sport                  | SEAT León/SEAT León TDI     |
| 12 | Yvan Muller           | SEAT Sport                  | SEAT León/SEAT León TDI     |
| 14 | Fredrik Ekblom        | BMW Team UK                 | BMW 320Si                   |
| 15 | James Thompson        | N.Tecnology                 | Alfa Romeo 156              |
| 16 | Olivier Tielemans     | N.Tecnology                 | Alfa Romeo 156              |
| 17 | Tomas Engström*       | Honda Dealer Team Sweden    | Honda Accord Euro R         |
| 18 | Tiago Monteiro        | SEAT Sport                  | SEAT León                   |
| 19 | Roberto Colciago*     | SEAT Sport Italia           | SEAT León                   |
| 20 | Tom Coronel           | GR Asia                     | SEAT León                   |
| 21 | Emmet O'Brien*        | GR Asia                     | SEAT León                   |
| 22 | Maurizio Ceresoli*    | GR Asia                     | SEAT León                   |
| 23 | Pierre-Yves Corthals* | Exagon Engineering          | SEAT León                   |
| 24 | Anthony Beltoise*     | Exagon Engineering          | SEAT León                   |
| 25 | Duncan Huisman        | Team AVIVA                  | BMW 320Si                   |
| 26 | Stefano D'Aste*       | Wiechers-Sport              | BMW 320Si                   |
| 27 | Colin Turkington      | Team AVIVA                  | BMW 320Si                   |
| 28 | Carl Rosenblad*       | Elgh Motorsport             | BMW 320Si                   |
| 30 | Luca Rangoni*         | Scuderia Proteam Motorsport | BMW 320Si                   |
| 31 | Sergio Hernández*     | Scuderia Proteam Motorsport | BMW 320Si                   |
| 32 | Davide Roda*          | Scuderia Proteam Motorsport | BMW 320Si                   |
| 33 | Miguel Freitas*       | Racing for Belgium          | Alfa Romeo 156              |
| 34 | Massimiliano Pedalà*  | SEAT Sport Italia           | SEAT León                   |
| 35 | Timur Sadredinov*     | GR Asia                     | SEAT León                   |
| 36 | María de Villota*     | Maurer Motorsport           | Chevrolet Lacetti           |
| 37 | Philip Geipel         | TFS-Yaco Racing             | Toyota Corolla T-Sport      |
| 38 | Oscar Nogués*         | SEAT Sport                  | SEAT León                   |
| 40 | Peter Terting         | SEAT Sport                  | SEAT León                   |
| 43 | Franz Engstler*       | Engstler Motorsport         | BMW 320i                    |
| 44 | Andrey Romanov*       | Engstler Motorsport         | BMW 320i                    |
| 45 | Sergey Krylov*        | GR Asia                     | SEAT León                   |
| 46 | David Louie           | Engstler Motorsport         | BMW 320Si                   |
| 50 | Lev Fridman*          | Russian Bears Motorsport    | BMW 320i                    |
| 51 | Evgeny Zelenov*       | Russian Bears Motorsport    | BMW 320i                    |
| 52 | Viktor Shapovalov*    | Russian Bears Motorsport    | BMW 320i                    |
| 54 | Alexander Lvov*       | Golden Motors               | Honda Accord Euro R         |
| 55 | Andrey Smetsky*       | Golden Motors               | Honda Accord Euro R         |
| 60 | Robert Dahlgren       | Polestar Racing             | Volvo S60 Flexifuel         |
| 62 | Ao Chi Hong*          | Ao's Racing Team            | BMW 320i                    |
| 63 | Henry Lee*            | Avtodom Racing              | BMW 320i                    |
| 66 | André Couto           | N.technology                | Alfa Romeo 156              |
| 77 | Luís Pedro Magalhães* | Exagon Engineering          | SEAT León                   |
| 88 | Rickard Rydell        | Chevrolet/SEAT Sport        | Chevrolet Lacetti/SEAT León |

Legenda:*Yokohama Tropy

## Observações
- André Couto nasceu em Portugal mas foi jovem para Macau.
- Rickard Rydell correu por duas equipas na mesma epóca.